# Некрополи и курганы Древней Гянджи
Некрополи и курганы Древней Гянджи — два кладбища, относящиеся к VII-IX и XI-XIII векам, и расположенные на территории Древней Гянджи. В результате археологических раскопок, проведённых Исхаком Джафарзаде в 1939 году, было установлено, что древний гянджинский некрополь находится в районе, где расположены курганы более древнего периода. Эти курганы, будучи распространены по всему Азербайджану, более компактно расположены в предгорьях Малого Кавказа, на Мильской и Муганской равнинах, а также, в меньшем количестве, в предгорьях Большого Кавказа.
И.Джафарзаде писал, что создание на древних могилах курганного типа второго погребального ряда, относящего к эпохе Низами Гянджеви (XII век), может говорить о том, что эта территория имела некое культовое значение. Культурная стратификация, схожая со стратификацией в древнем гянджинском некрополе, наблюдается и в ходжалинских курганах между городами Агдам и Ханкенди, а также на кладбище Гараагаджлы между Агдамом и Аскераном.
И.Джафарзаде отмечал, что жители Древней Гянджи продолжали хоронить свои скончавшихся близких на территории, где были похоронены представители предыдущих поколений, живших
на этих землях. В 1938-1939 годах на территории кладбища были обнаружены и тщательно изучены 3 кургана и 6 могил.